# Exposed... The Secret Life of The Veronicas

Exposed... The Secret Life of The Veronicas es un CD/DVD lanzado por el dúo pop rock australiano The Veronicas, y lanzado en Australia el 2 de diciembre del 2006.
El DVD presenta un documental, presentaciones en vivo y sus videos musicales. El CD presenta canciones en vivo.

## Canciones

### Disco 1: DVD
1. Exposed... The Secret Life of The Veronicas Documentary

Live Performances
1. "Everything I'm Not"
2. "When It All Falls Apart"
3. "Speechless"
4. "Mouth Shut"
5. "Mother Mother"
6. "4ever"

Music Videos
1. The Introduction
2. "4ever"
3. "Everything I'm Not"
4. "When It All Falls Apart"
5. "Revolution"
6. Bonus Material: On Tour With The Veronicas

### Disco 2: CD Live In Australia 2006 Revolution Tour
1. "4ever"
2. "Everything I'm Not"
3. "When It All Falls Apart"
4. "Revolution"
5. "Leave Me Alone"
6. "Heavily Broken"

## Charts
| Chart (2006)          | Peak position |
| --------------------- | ------------- |
| ARIA Top 40 DVD Chart | 3             |

| Chart          | Certificación | Ventas  |
| -------------- | ------------- | ------- |
| Australia ARIA | 2x platinum   | +30 000 |